# Tarphagebroen
Tarphagebroen over Varde Å blev bygget i 1940. Tidligere var der en trækfærge som fragtede vogne og passagerer over åen ved Tarphage.
Broen er en del af Sekundærrute 463 og ligger tæt på Billum.
I de senere år, er der flere gange sket, at broen har været lukket pga. oversvømmelse.

## Eksterne links
- Hostrupsognearkiv.

|  | Denne artikel om en bygning eller et bygningsværk kan blive bedre, hvis der indsættes et (bedre) billede. Du kan hjælpe ved at afsøge Wikimedia Commons for et passende billede eller lægge et op på Wikimedia Commons med en af de tilladte licenser og indsætte det i artiklen. |

55°35′2.99″N 8°19′48.76″Ø / 55.5841639°N 8.3302111°Ø